# منطقة كوتا
كوتا رمزها «KO» (بالإنجليزية: Kota)‏ ، هو تقسيم إداري لدولة الهند تتبع ولاية راجاستان (بالإنجليزية: Rajasthan)‏ ، مركزها هو مدينة كوتا (بالإنجليزية: Kota)‏ عدد سكانها حسب تعداد سنة 2001 هو 1,568,580 ، مساحتها 5,446 كم² وكثافة السكان 288 لكل كم² .